# ソラデー3
ソラデー3 (Soladey 3) は大阪市天王寺区の株式会社シケンが製造販売する光触媒反応で歯垢や細菌の分解を行う歯ブラシ。化学的な効果で高い歯垢除去力を持つ歯ブラシである。

## 概要
ソラデー、ソラデー2、ソラデー3を経て現在ソラデーN4を新発売。
ソラデー2とソラデー、またソラデーN43はブラシ部が歯ブラシ本体から脱着可能で、ブラシ部のみの交換方式。
この替えブラシは毛の硬さが、ふつうサイズの、かため、ふつう、やわらかめ、極細がある。そのほかにコンパクトサイズ、子供サイズがある。
音波振動式『ソラデーリズム』も開発し、化学的作用に加えた音波振動でより効率の良い歯ブラシを目指している。

## 歴史
- 1981年に半導体光触媒歯ブラシソラデーが発売された。これはブラシ部が交換できない使い捨て歯ブラシだった。
- 1985年に日本化学会51秋季年会講演にてソラデーによる乳酸の光触媒分解が報告された。
- 1986年にソラデー2が発売された。これは、ブラシ部が交換でき、また同時に交換用替えブラシが発売された。同年、雑誌「歯科医学」に「光エネルギー転換歯ブラシの歯垢清掃効果について」と題してソラデー2の臨床的歯垢除去効果が報告された。
- 1987年に雑誌「電気化学および工業物理化学」にソラデー2による乳酸光触媒分解の論文が掲載された。
- 1989年に雑誌「ザ・クインテッセンス」に「半導体TiO2装着歯ブラシによる歯垢清掃効果」が掲載された。
- 2004年にソラデー3が発売された。
- 2011年音波振動式ソラデーリズムが新発売。化学的作用に加え、初の音波振動式がラインナップに加わる。
- 2014年『SOLADEY Ｎ4』新発売。日本製にこだわり、デザインを一新。導電性ラバーの採用やソーラーパネルの大型化により、効率性を高めた製品となる。

## 使用されている技術
酸化チタン (TiO2) 電極に太陽電池が接続されている。酸化チタン電極自体が半導体光電気化学セルとなっている。
酸化チタン電極には太陽電池からマイナス電位が、握り柄部分のステンレスにはプラス電位が与えられ、歯みがき時には電流ループが形成される。そして、太陽電池を酸化チタン電極に接続した場合は、接続がない場合に比べて乳酸の分解反応において、乳酸分解量の増加が認められ、太陽電池からのバイアス電圧を加えることで、酸化チタン表面での酸化還元反応（光触媒反応）が活性化されていることが分かった。
このソラデー3システムを使うと、光触媒反応により口腔内での虫歯や歯周病の原因細菌であるS. mutans が作り出す酸の産生が抑制されることが分かった。また、S. mutans の生菌数の抑制も太陽電池を付与することで増大した。そのときの生菌数抑制範囲は酸化チタン電極近傍数mmに及ぶことも分かった。　また、人工歯で代用されるアパタイトペレットを使ってS. mutans のアパタイトペレットへの付着抑制効果を実験すると、太陽電池を付与した酸化チタン電極の方が、付与しない場合より付着抑制効果が増大していることが分かった。